# 에우스테놉테론
에우스테놉테론(Eustenopteron, lobe-finned fish)은 멸종한 육기어류의 한 속이며 네발동물과 가까운 관계라는 점 때문에 널리 알려졌다. 초기에는 에우스테놉테론이 땅 위로 올라오는 모습으로 많이 그려졌지만 현재는 완전히 수중생활을 했다는 것에 고생물학자들이 대개 동의하고 있다. 후기 데본기, 3억 8500만 년 전에 살았던 에우스테놉테론 속에는 몇몇 종이 알려져 있다. 에우스테놉테론은 조셉 프레드릭 화이트이브에 의해 1881년, 퀘벡 주의 미구아샤에서 발견된 다량의 어류 화석 중 하나로 보고되었다. 2000여 개의 에우스테놉테론 표본이 미구아샤에서 수집되었고, 그 중 하나가 아주 자세히 연구되어 1940년대에서 1990년대에 걸쳐 고어류학자 에릭 자르빅에 의해 여러 편의 논문으로 발표되었다.

## 설명

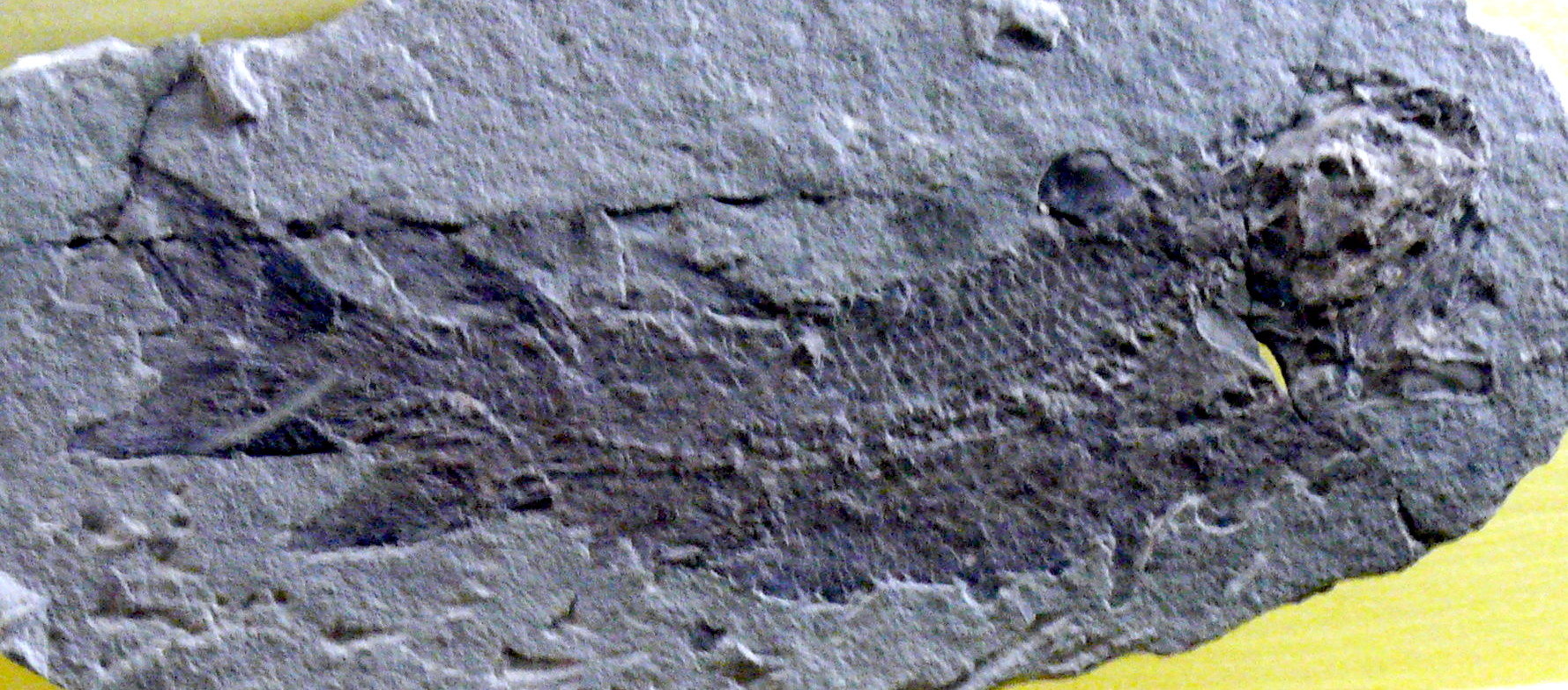
베를린의 자연사박물관에 전시된 에우스테놉테론 푸르드아이(Eusthenopteron foordi)

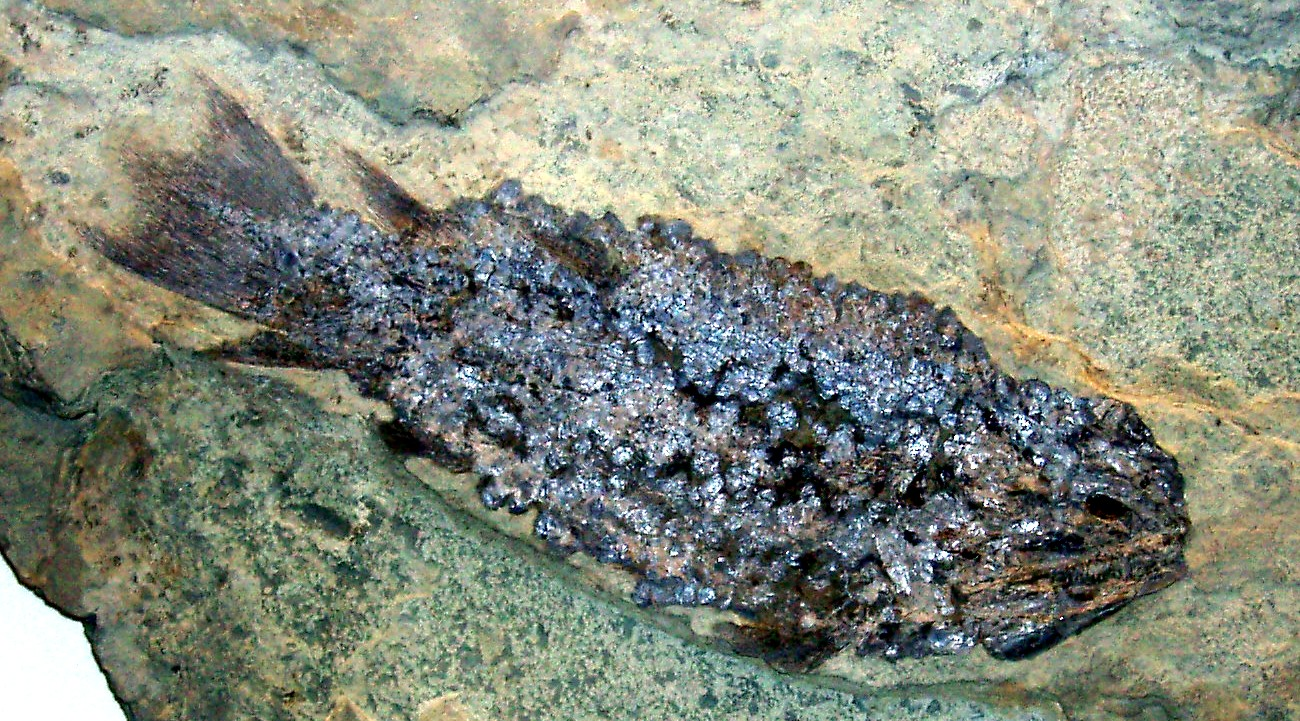
에우스테놉테론 푸르드아이

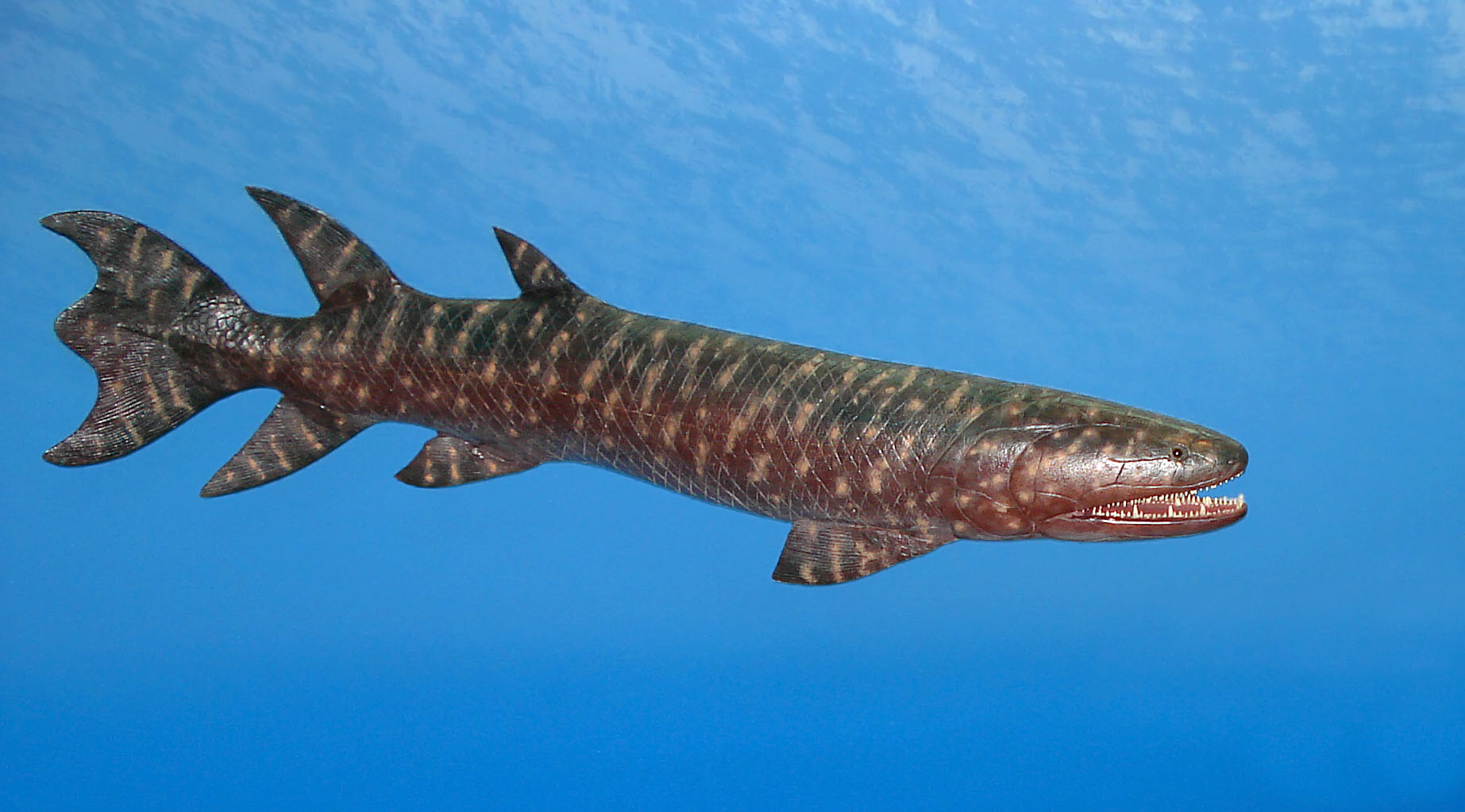
에우스테놉테론의 복원 모형

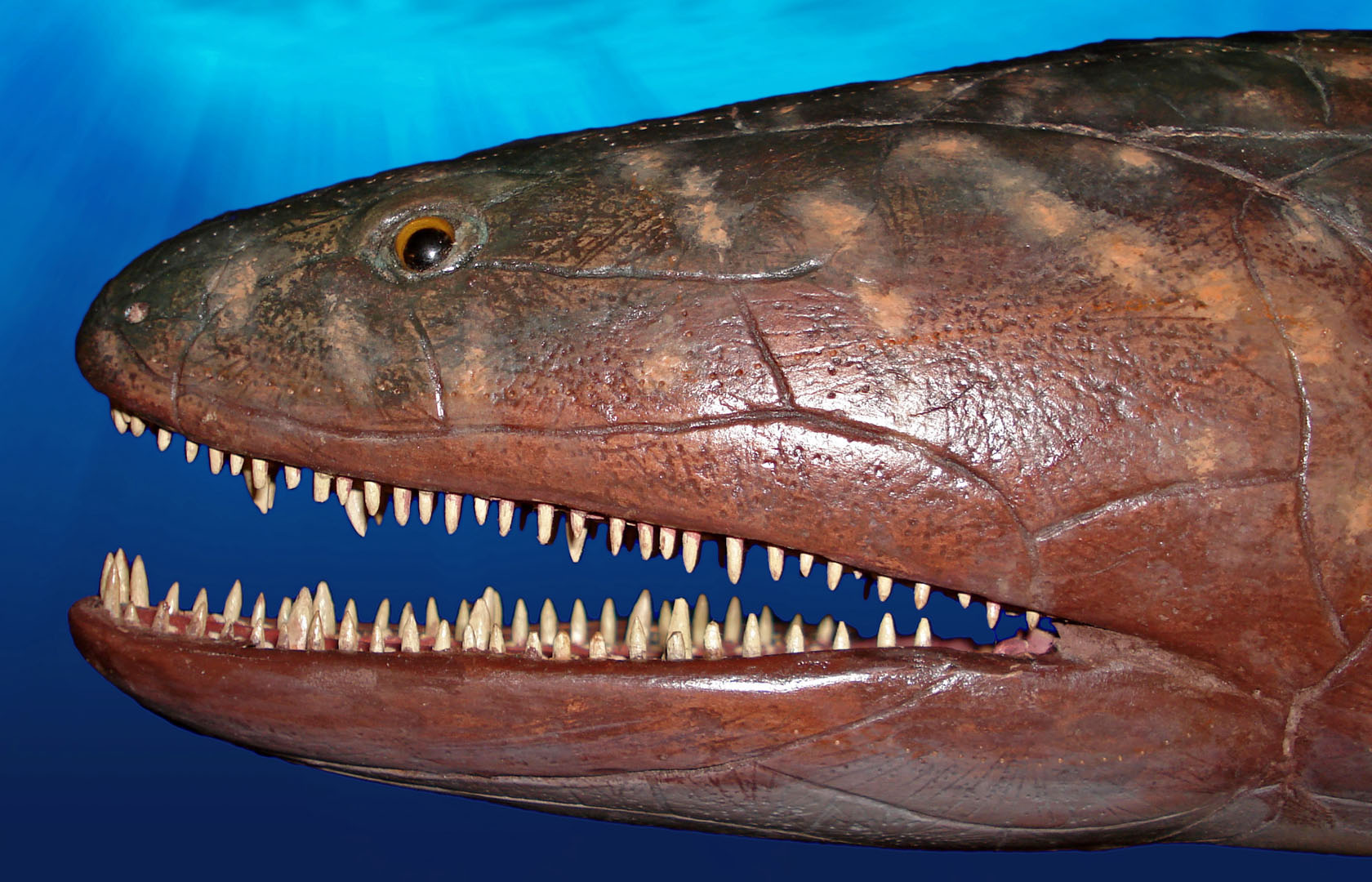
에우스테놉테론의 머리 모형

해부학적으로 볼 때 에우스테놉테론은 초기의 네발동물들과 여러 특징들을 공유한다. 가장 큰 개체는 1.8 m까지 자랐다. 천장 모양의 두개골은 이크티오스테가나 아칸토스테가와 유사한 형태이다. 에우스테놉테론은 다른 사지형어류와 마찬가지로 네발동물 및 육기형 어류만이 가지고 있는 내부콧구멍 (코아나)를 가지고 있었다. 또 초기 네발동물들에서 공통적으로 발견되는, 에나멜이 안쪽으로 졉혀 있는 미치형(labyrinthodont) 이빨을 가지고 있었다. 다른 육기어류들과 마찬가지로 에우스테놉테론도 두 부분으로 구성된 머리뼈를 가지고 있었는데, 중간쯤에 경첩처럼 생긴 관절이 있었다. 에우스테놉테론은 지느러미의 내골격 때문에 유명한데, 뚜렷하게 상완골, 노뼈 및 자뼈 (앞지느러미에 그리고 넙다리뼈, 종아리뼈와 정강뼈 (뒷지느러미) 등을 가지고 있었다. 이 여섯 개의 다리뼈들은 네발동물에서 발견되며 더 큰 육기어류의 계통군, 아마도 사지형어류들에서 볼 수 있는 (상완골과 넙다리뼈는 모든 육기어류들이 가지고 있다) 파생공유형질이다. 이와 유사하게 엘라스모이드 형태의 비늘(elasmoid scale)은 덴틴과 에나멜로 구성된 오돈토드를 표면에 가지고 있지 않다. 이 구조가 없다는 점은 더 진화된 사지형어류의 파생공유형질인 것으로 보인다.
- 판데리크티스, 얕은 진흙탕에 적응;
- 틱타알릭 땅 위에서 움직일 수 있는 다리처럼 생긴 지느러미;
- 잡초가 많은 늪지에 살던 초기 네발동물:{{unordered list

후기 데본기 척추동물의 종분화. 수중생활을 하는 육기어류의 후손은 - 유스테놉테론 같은 - 는 다음과 같은 일련의 적응을 보여주었다. 육기어류의 후손에는 실러캔스와 같이 바다에 사는 육기어류도 포함된다.

에우스테놉테론은 유생단계나 뚜렷한 변태 단계를 거치지 않는다는 점에서 후에 나타난 석탄기 네발동물과는 구분된다. 유스테놉테론 푸르드아이의 가장 작은 표본 (29 mm 크기)dptjeh
Eusthenopteron differs significantly from some later Carboniferous tetrapods in the apparent absence of a recognized larval stage and a definitive metamorphosis. In even the smallest known specimen of Eusthenopteron foordi  (at 29 mm), 뚜렷하게 지느러미를 가지고 있다. 이 특징은 폴리오돈 같은 속에서는 변태 이후에나 나타나는 것이다. 에우스테놉테론은 알에서 깨어날 때부터 전반적인 모습이 성체와 동일했을 것이라는 점을 시사한다.(Cote et al., 2002) 따라서 팔레오스폰딜루스 군아이(Palaeospondylus gunni)가 에우스테놉테론의 (올챙이 같은) 유생형태라고 자르빅이 1980년에 제안한 것은 틀렸을 가능성이 있다.

## 대중문화
| - 에우스테놉테론은 애니멀 아마겟돈의 두 번째 회에 등장한다. - 에우스테놉테론은 많은 교과서에 물고기와 네발동물 사이의 '잃어버린 고리'로 소개되곤 한다. - 에우스테놉테론은 벼랑 위의 포뇨에서 다른 고대의 물고기들과 함께 등장한다. |

## 같이 보기
| - 고고나수스 - 틱타알릭, 네발동물에 좀 더 가까운 육기어류. |

## 참고 문헌
| 1. 2. 3. 4. 5. 6. 7. |

- S. Cote, R. Carroll, R. Cloutier, and L. Bar-Sagi (September 2002). “Vertebral development in the Devonian Sarcopterygian fish Eusthenopteron foordi and the polarity of vertebral evolution in non-amniote tetrapods”. Journal of Vertebrate Paleontology 22 (3): 487–502. doi:10.1671/0272-4634(2002)022[0487:VDITDS]2.0.CO;2. ISSN 0272-4634.
- R. Cloutier (1996). “Taxonomic review of Eusthenopteron foordi.”. Devonian Fishes and Plants of Miguasha, Quebec, Canada. Dr. Friedrich Pfeil, München. 487–502쪽.
- E. Jarvik (1980). Basic Structure and Evolution of Vertebrates. Academic Pess.